# Albert Ostermaier

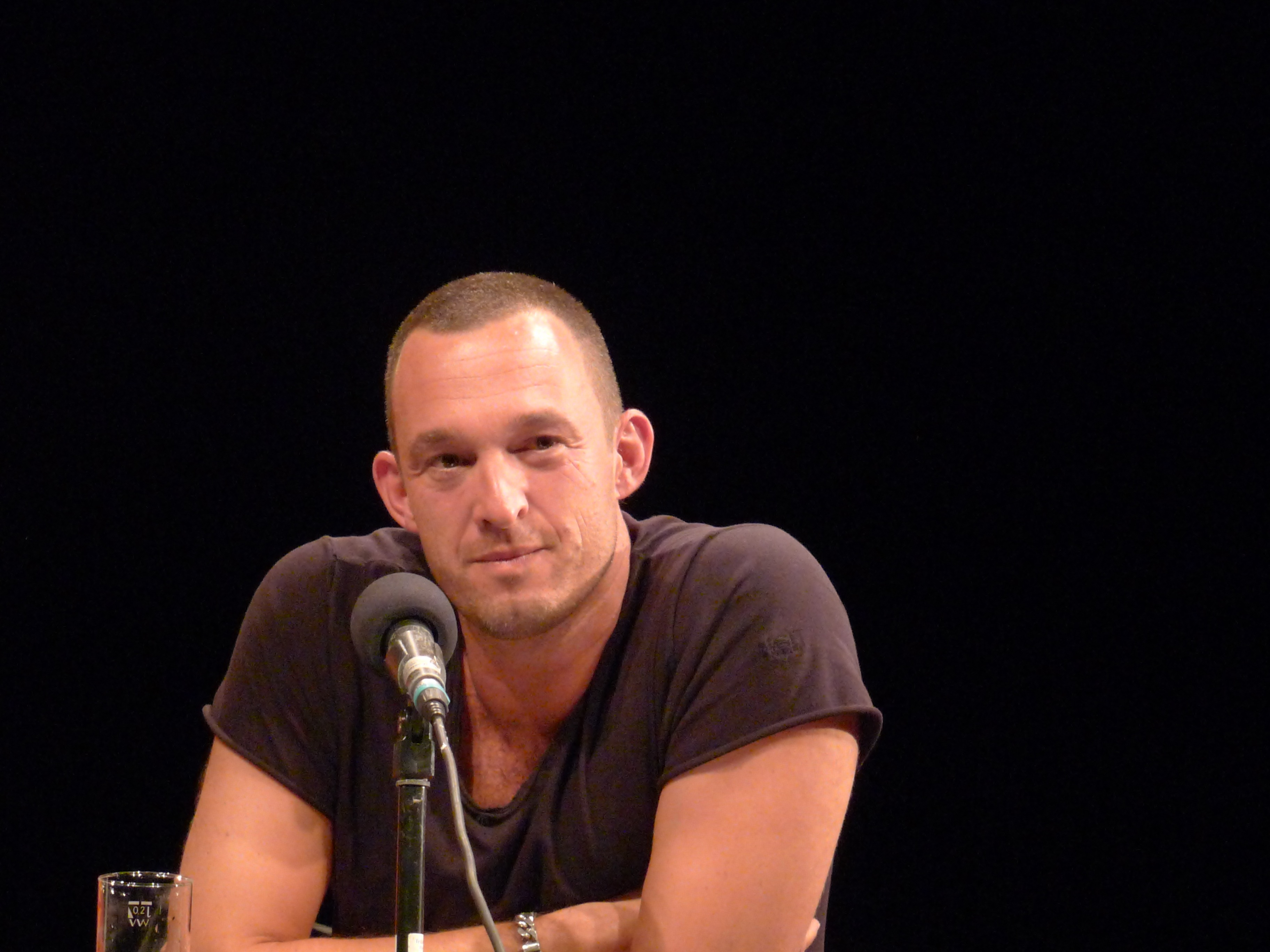
Albert Ostermaier auf dem Erlanger Poetenfest 2011

Albert Ostermaier (* 30. November 1967 in München) ist ein deutscher Schriftsteller.

## Leben
Ostermaier hat zunächst eine kurze Zeit Architektur und Rechtswissenschaft studiert und dann Neuere deutsche Literatur mit den Nebenfächern Mediävistik und Volkskunde an der Ludwig-Maximilians-Universität München. 1988 veröffentlichte er den ersten Gedichtband Verweigerung der Himmelsrichtung. 1990 erhielt er das Münchener Literaturstipendium.
Mit der Uraufführung des ersten Theaterstücks Zwischen zwei Feuern. Tollertopographie am Bayerischen Staatsschauspiel München gelang ihm 1995 der Durchbruch als Theaterautor. Er war Hausautor am Nationaltheater Mannheim von 1996 bis 1997, am Bayerischen Staatsschauspiel München von 1999 bis 2000 und am Burgtheater Wien von 2003 bis 2009. Die zahlreichen Theaterstücke wurden von renommierten Regisseuren unter anderem von Andrea Breth, Matthias Hartmann und Martin Kušej inszeniert. 1998 schrieb er zum 100. Geburtstag von Bertolt Brecht das Theaterstück The Making Of. B.-Movie für das Bayerische Staatsschauspiel München. 2008 veröffentlichte er den ersten Roman Zephyr.
Ostermaier erhielt zahlreiche Auszeichnungen unter anderem den Ernst-Toller-Preis, den Kleist-Preis, den Bertolt-Brecht-Preis und den Welt-Literaturpreis. Er war künstlerischer Leiter des Poesiefestivals Lyrik am Lech und des Literaturfestivals ABC – Augsburg Brecht Connected. 2015 kuratierte er das forum:autoren unter dem Titel front:text im Rahmen des Literaturfests München.
Er ist Mitglied im PEN-Zentrum Deutschland, Mitgründer des PEN Berlin und Mitglied in der Bayerischen Akademie der Schönen Künste.
Ostermaier ist Torwart der deutschen Autorennationalmannschaft, Kurator der DFB-Kulturstiftung und Mitglied der Deutschen Akademie für Fußball-Kultur.
Eine enge Zusammenarbeit verbindet Ostermaier mit den Musikern und Komponisten Hans Platzgumer und Bert Wrede.

## Auszeichnungen
- 1995 Lyrik-Preis des PEN Liechtenstein
- 1997 Ernst-Toller-Preis
- 1998 Übersetzerpreis des Goethe-Instituts für Tatar Titus
- 1998 Hubert-von-Herkomer-Preis der Stadt Landsberg am Lech
- 2000 AutorenPreis des Heidelberger Stückemarkts für Erreger
- 2000 Ernst-Hoferichter-Preis
- 2001 Writer-in-Residence an der New York University
- 2003 Kleist-Preis
- 2010 Bertolt-Brecht-Preis
- 2011 Welt-Literaturpreis
- 2014 4. Saarbrücker Poetikdozentur für Dramatik
- 2015 Mitglied Bayerische Akademie der Schönen Künste
- 2023 Mitglied der Akademie der Wissenschaften und der Literatur

## Theaterstücke
- Zwischen zwei Feuern. Tollertopographie, Uraufführung: Bayerisches Staatsschauspiel München 1995
- Zuckersüss & Leichenbitter oder: vom kaffee-satz im zucker-stück, Uraufführung: Bayerisches Staatsschauspiel München 1997
- Tatar Titus, Uraufführung: Nationaltheater Mannheim 1997
- Radio Noir, Uraufführung: Nationaltheater Mannheim 1998
- The Making Of. B.-Movie, Uraufführung: Bayerisches Staatsschauspiel München 1998
- Heartcore Theater, Uraufführung: Bayerisches Staatsschauspiel München 2000
- Death Valley Junction, Uraufführung: Deutsches Schauspielhaus Hamburg 2000
- Erreger, Uraufführung: Niedersächsisches Staatstheater Hannover 2000
- Letzter Aufruf, Uraufführung: Burgtheater Wien 2000
- Fliegenfänger, Uraufführung: Theater Basel 2000
- Es ist Zeit. Abriss, Uraufführung: Schauspielhaus Bochum 2001
- Katakomben, Uraufführung: Schauspiel Frankfurt 2001
- 99 Grad, Uraufführung: Münchner Kammerspiele 2001
- Vatersprache, Uraufführung: Ruhrtriennale Essen 2002
- Auf Sand, Uraufführung: Thalia Theater Hamburg 2003
- Nächte unter Tage, Uraufführung: Ruhrtriennale Essen 2005
- Nach den Klippen, Uraufführung: Burgtheater Wien 2005
- Ersatzbank, Uraufführung: Salzburger Festspiele 2006
- Schwarze Minuten, Uraufführung: Nationaltheater Mannheim 2007
- Fratzen, Uraufführung: Nationaltheater Mannheim 2009
- Blaue Spiegel, Uraufführung: Berliner Ensemble 2009
- Sing für mich, Tod! Ein Ritual. Für Claude Vivier, Uraufführung: Ruhrtriennale Gladbeck 2009
- Das Leben der Anderen, Bühnenfassung von dem Film von Florian Henckel von Donnersmarck, Uraufführung: Les Théâtres de la Ville de Luxembourg 2009
- Aufstand, Uraufführung: Ruhrfestspiele Recklinghausen 2011
- Halali, Uraufführung: Bayerisches Staatsschauspiel München 2011
- Ein Pfund Fleisch, Uraufführung: Deutsches Schauspielhaus Hamburg 2012
- Call me God, Uraufführung: Bayerisches Staatsschauspiel München 2012
- Schwarze Sonne scheine, Uraufführung: Les Théâtres de la Ville de Luxembourg 2012
- Spiel ohne Ball, Uraufführung: Les Théâtres de la Ville de Luxembourg 2014
- Madame Bovary, Uraufführung: Bayerisches Staatsschauspiel München 2014
- Gemetzel, Uraufführung: Nibelungenfestspiele Worms 2015
- Moi non plus oder: Requiem für einen Liebenden, Uraufführung: Theater Oberhausen in Koproduktion mit den Ruhrfestspielen Recklinghausen 2015
- Gold. Der Film der Nibelungen, Uraufführung: Nibelungenfestspiele Worms 2016
- Glut. Siegfried von Arabien, Uraufführung: Nibelungenfestspiele Worms 2017

## Musiktheaterstücke
- An Chung-Gun – Fingerkuppen, Musik von Heinz Reber, Uraufführung: Hebbel-Theater Berlin 2001
- Crushrooms, Musik von Wolfgang Mitterer, Uraufführung: Theater Basel 2005
- Die Tragödie des Teufels, Musik von Péter Eötvös, Uraufführung: Bayerische Staatsoper München 2010
- Leila und Madschnun, Musik von Samir Odeh-Tamimi, Uraufführung: Ruhrtriennale Bochum 2010

## Hörspiele
- Tatar Titus, Ursendung: Südwestfunk 1985
- Zuckersüss & Leichenbitter oder: vom kaffee-satz im zucker-stück, Ursendung: Südwestfunk 1997
- Radio Noir, Ursendung: Bayerischer Rundfunk und Westdeutscher Rundfunk 1999
- Heartcore Theater, Ursendung: Bayerischer Rundfunk und Bayerisches Staatsschauspiel München 1999
- Calcuttaphonie, Ursendung: Bayerischer Rundfunk 2000
- Erreger, Ursendung: Bayerischer Rundfunk 2001
- Vatersprache, Ursendung: Bayerischer Rundfunk 2003
- Bewegungsmelder, Ursendung: Bayerischer Rundfunk 2004
- Polar, Ursendung: Hessischer Rundfunk 2007

## Veröffentlichungen
- Verweigerung der Himmelsrichtung. Gedichte. Edition L, Speyer 1988, ISBN 978-3-924600-58-7.
- umWaelZTon. Gedichte. Edition L, Speyer 1989, ISBN 978-3-924600-82-2.
- Scherbenmorgen. In: Erste Einsichten. Suhrkamp Verlag, Frankfurt am Main 1990, ISBN 978-3-518-11592-3.
- Herz Vers Sagen. Gedichte. Suhrkamp Verlag, Frankfurt am Main 1995, ISBN 978-3-518-11950-1.
- fremdkörper hautnah. Gedichte. Suhrkamp Verlag, Frankfurt am Main 1997, ISBN 978-3-518-12032-3.
- Tatar Titus. Stücke. Suhrkamp Verlag, Frankfurt am Main 1998, ISBN 978-3-518-40953-4.
- The Making Of. Radio Noir. Stücke. Suhrkamp Verlag, Frankfurt am Main 1999, ISBN 978-3-518-12130-6.
- Heartcore. Gedichte. Suhrkamp Verlag, Frankfurt am Main 1999, ISBN 978-3-518-41059-2.
- Death Valley Junction. Stücke und Materialien. Suhrkamp Verlag, Frankfurt am Main 2000, ISBN 978-3-518-13401-6.
- Autokino. Gedichte. Suhrkamp Verlag, Frankfurt am Main 2001, ISBN 978-3-518-41264-0.
- Erreger. Es ist Zeit. Abriss. Stücke und Materialien. Suhrkamp Verlag, Frankfurt am Main 2002, ISBN 978-3-518-13421-4.
- Letzter Aufruf. 99 Grad. Stücke und Materialien. Suhrkamp Verlag, Frankfurt am Main 2002, ISBN 978-3-518-13417-7.
- Vatersprache. Suhrkamp Verlag, Frankfurt am Main 2003, ISBN 978-3-518-12436-9.
- Katakomben. Auf Sand. Stücke und Materialien. Suhrkamp Verlag, Frankfurt am Main 2003, ISBN 978-3-518-13433-7.
- Solarplexus. Gedichte. Suhrkamp Verlag, Frankfurt am Main 2004, ISBN 978-3-518-41592-4.
- Der Torwart ist immer dort, wo es weh tut. Suhrkamp Verlag, Frankfurt am Main 2006, ISBN 978-3-518-12469-7.
- Polar. Gedichte. Suhrkamp Verlag, Frankfurt am Main 2006, ISBN 978-3-518-41818-5.
- Für den Anfang der Nacht. Liebesgedichte. Suhrkamp Verlag, Frankfurt am Main 2007, ISBN 978-3-518-45863-1.
- Zephyr. Roman. Suhrkamp Verlag, Frankfurt am Main 2008, ISBN 978-3-518-41958-8.
- Wer sehen will. Gedichte zu Photographien von Pietro Donzelli. Insel Verlag, Frankfurt am Main und Leipzig 2009, ISBN 978-3-458-19310-4 (Insel-Bücherei 1310).
- Fratzen. Blaue Spiegel. Stücke. Suhrkamp Verlag, Frankfurt am Main 2009, ISBN 978-3-518-12587-8.
- Für alle Fälle Brecht, Bertolt-Brecht-Anthologie, 2009.
- Schwarze Sonne scheine. Roman. Suhrkamp Verlag, Berlin 2011, ISBN 978-3-518-42220-5.
- Venedig – Die Unsichtbare. Gedichte zu Photographien von Christopher Thomas. Prestel Verlag, München 2012, ISBN 978-3-7913-4679-3.
- Leben und sterben lassen. Rede zur Entgegennahme des Literaturpreises der Welt. Suhrkamp Verlag, Berlin 2012, ISBN 978-3-518-06254-8.
- Die Liebende. Erzählung. Suhrkamp Verlag, Berlin 2012, ISBN 978-3-518-42327-1.
- Seine Zeit zu sterben. Roman. Suhrkamp Verlag, Berlin 2013, ISBN 978-3-518-42382-0.
- Flügelwechsel. Fussball Oden. Insel Verlag, Berlin 2014, ISBN 978-3-458-19395-1 (IB 1395).
- Außer mir. Gedichte. Suhrkamp Verlag, Berlin 2014, ISBN 978-3-518-42381-3.
- Herz sticht. Theaterstück. Korrektur Verlag, Mattighofen 2014, ISBN 978-3-9503318-9-9.
- Schuldiger, Theaterstück, Korrektur Verlag, Mattighofen 2015, ISBN 978-3-9503854-1-0.
- Lenz im Libanon. Roman. Suhrkamp Verlag, Berlin 2015, ISBN 978-3-518-42474-2.
- Von der Rolle. Oder: Über die Dramatik des Verzettelns. Saarbrücker Poetikdozentur für Dramatik. Hg.v. Johannes Birgfeld. Alexander Verlag, Berlin 2016, ISBN 978-3-89581-407-5.
- Gold. Theaterstück, Korrektur Verlag, Mattighofen 2016, ISBN 978-3-9503854-6-5.
- Glut. Siegfried von Arabien. Theaterstück, Korrektur Verlag, Mattighofen 2017, ISBN 978-3-9504476-1-3.
- Über die Lippen. Gedichte. Suhrkamp Verlag, Berlin 2019, ISBN 978-3-518-42863-4.
- Teer. Gedichte. Suhrkamp Verlag, Berlin 2021, ISBN 978-3-518-47183-8.
- Yuba. Gedichte mit Fotografien von Maya Mercer. Steidl Verlag, Göttingen 2023, ISBN 978-3-96999-197-8.

## Vertonungen
- deep snow day für Tenor oder Bariton und Klavier, Komposition von Moritz Eggert, 1999
- herz vers sagen für Stimme und Klavier, Teil des Zyklus Neue Dichter Lieben, Komposition von Moritz Eggert, 1999
- Orpheus Unplugged für Klavier und Tonband, Komposition von Konrad Boehmer, 2000
- ausklang für Bariton und Klavier, Komposition von Moritz Eggert, 2001
- Sensor für drei Sprecher, Ensemble und Live-Elektronik, Komposition von Konrad Boehmer, 2007